# Mo, Nord-Odals kommun
Mo är en tätort och kyrkby i Nord-Odals kommun i Innlandet fylke i sydöstra Norge. Orten ligger vid Storsjøen i Odalen, där fylkesväg 209 möter fylkesväg 1932 och fylkesväg 1934. Här finns Mo kyrka.